# Фицджеральд, Джеймс, 6-й граф Десмонд
Джеймс Фицджеральд, 6-й граф Десмонд «Узурпатор» (англ. James FitzGerald, 6th Earl of Desmond, умер в 1462/1463 году) — англо-ирландский аристократ, 6-й граф Десмонд (1418—1462/1463).

## Биография

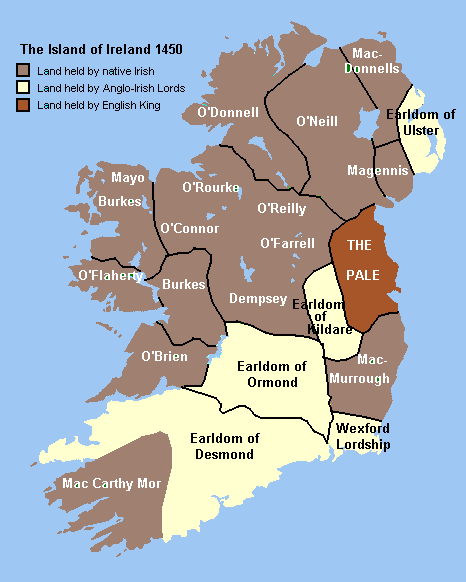
Карта Ирландии 1450 года, где на юго-западе острова показано графство Десмонд

Младший сын Джеральда Фицджеральда, 3-го графа Десмонда (1335—1398), и леди Элеонор, дочери Джеймса Батлера, 2-го графа Ормонда.
В 1398 году после смерти Джеральда Фицджеральда, 3-го графа Десмонда, графский титул унаследовал его старший сын Джон Фицджеральд, 4-й граф Десмонд (1398—1399). В 1399 году после смерти последнего графский титул перешел к его сыну, Томасу Фицджеральду, 5-му графу Десмонду (1399—1418), племяннику Джеймса.
В 1418 году Томас Фицджеральд, 5-й граф Десмонд, был отстранен от графского титула из-за брака с ирландкой. Томас Фицджеральд был женат на Кэтрин Маккормак, дочери ирландца Уильяма Маккормака. Брак между мужчиной англо-нормандских кровей с женщиной-ирландкой считался нарушением Килкеннийского статута 1367 года. В 1418 году новым графом Десмондом стал Джеймс Фицджеральд, который вынудил своего племянника отказаться от титула и отправиться в изгнание во Францию, где он скончался в Руане в 1420 году.
В 1420 году Джеймс Фицджеральд был назначен сенешалем Имокилли, Инчикуина и Йола лордом-лейтенантом Ирландии Джеймсом Батлером, 4-м графом Ормондом. В 1422 году Джеймс Фицджеральд был окончательно признан в качестве 6-го графа Десмонда. В 1423 году он был назначен пожизненным констеблем Лимерика. В 1445 году он был освобожден от работы в ирландском парламенте.
Вместе со своим зятем, Томасом Фицджеральдом, 7-м графом Килдэром, Джеймс Фицджеральд, 6-й граф Десмонд был выдающимся ирландским сторонников Йоркской династии во время Войны Алой и Белой розы.
Он также был крестным отцом Джорджа Плантагенета, 1-го герцога Кларенса.
Джеймс Фицджеральд, 6-й граф Десмонд, скончался в 1462 или 1463 году. Он был похоронен в городе Йол.

## Брак и дети
Джеймс Фицджеральд был женат на Мэри, дочери Уильяма де Бурга, от брака с которой у него были два сына и две дочери:
- Томас Фицджеральд, 7-й граф Десмонд (ум. 1467/1468)
- Сэр Джеральд Мор Фицджеральд (ум. 1486), предок ветви Фицджеральдов (лорды Децис) из графства Уотерфорд
- Хонора, жена Томаса Фицпатрика, лорда Керри (ум. 1469)
- Джоан (Джейн), жена Томаса Фицджеральда, 7-го графа Килдэра (ок. 1421—1477).